# تاش‌کوپرو (سلطان‌داغی)
تاش‌کوپرو (به ترکی استانبولی: Taşköprü) یک منطقهٔ مسکونی در ترکیه است که در سلطان‌داغی واقع شده‌است.